# Hans Heinrich Eggebrecht
Hans Heinrich Eggebrecht (ur. 5 stycznia 1919 w Dreźnie, zm. 30 sierpnia 1999 we Fryburgu Bryzgowijskim) – niemiecki muzykolog.

## Życiorys
Ukończył gimnazjum w Schleusingen. W czasie II wojny światowej zmobilizowany do wojska, został ciężko ranny w walce. Po zakończeniu wojny kształcił się w Berlinie i Weimarze, w 1948 roku otrzymał dyplom nauczycielski. Studiował muzykologię u Richarda Münnicha, Hansa Joachima Mosera i Maxa Schneidera, w 1949 roku na Uniwersytecie w Jenie obronił doktorat na podstawie dysertacji Melchior Vulpius. W latach 1949–1951 był asystentem Walthera Vettera na Uniwersytecie Humboldtów w Berlinie. Od 1953 do 1955 roku wykładał na Uniwersytecie we Fryburgu Bryzgowijskim, tam też w 1955 roku habilitował się na podstawie pracy Studien zur musikalischen Terminologie. W następnych latach wykładał na Uniwersytecie w Erlangen (1955–1956), Uniwersytecie w Heidelbergu (1956–1957) oraz na Uniwersytecie we Fryburgu Bryzgowijskim (1961–1988). W 1965 roku został przyjęty na członka Akademie der Wissenschaften und der Literatur w Moguncji.

## Działalność naukowa
W kręgu zainteresowań badawczych Eggebrechta znajdowała się teoria analizy dzieła muzycznego, estetyka i terminologia. Skupiał się na duchowej stronie zjawisk muzycznych, szukających ukrytych w nich sensów i znaczeń. Przyczynił się do ugruntowania nauki o terminologii muzycznej rozpatrywanej jako historia genezy i zmian znaczeniowych terminu. Wiedzę o zjawiskach muzycznych łączył z faktami historycznymi i przesłankami filozoficznymi oraz estetycznymi.
Od 1964 roku był redaktorem „Archiv für Musikwissenschaft”. Był też redaktorem części rzeczowej (Sachteil) 12. wydania leksykonu muzycznego Hugo Riemanna. W 1972 roku zapoczątkował wydawanie ukazującego się pod jego redakcją Handworterbüch der musikalischen Terminologie.

## Ważniejsze prace
(na podstawie materiałów źródłowych)
- Heinrich Schütz: Musicus poeticus (Getynga 1959)
- Ordnung und Ausdruck im Werk von Heinrich Schütz (Kassel 1961)
- Die Orgelbewegung (Stuttgart 1967)
- Schütz und Gottesdienst (Stuttgart 1969)
- Versuch über die Wiener Klassik: Die Tanzszene in Mozarts Don Giovanni (Wiesbaden 1972)
- Zur Geschichte der Beethoven-Rezeption: Beethoven 1970 (Wiesbaden 1972)
- Musikalische Denken: Aufsätze zur Theorie und Ästhetik der Musik (Wilhelmshaven 1977)
- Die Musik Gustav Mahlers (Monachium 1982)
- Bach Kunst der Fuge: Erscheinung und Deutung (Monachium 1984)
- Die mittelalterliche Lehre von der Mehrstimmigkeit (Darmstadt 1984)
- Musik im Abendland: Prozesse und Stationen vom Mittelalter bis zur Gegenwart (Monachium 1991)
- Orgelbau und Orgelmusik in Russland (Kleinblittersdorf 1991)
- Zur Geschichte der Beethoven-Rezeption (Laaber 1994)
- Musik verstehen (Monachium 1995)
- Die Musik und das Schöne (Monachium 1997)
- Texte über Musik: Bach, Beethoven, Schubert, Mahler (Essen 1997)